# Dio dei vuoti
Il concetto di Dio dei vuoti mette a confronto le spiegazioni religiose della natura con quelle derivate dalla scienza (si veda anche Scienza e religione). Esso fa riferimento a una comune posizione teistica per la quale tutto ciò che può essere spiegato dal sapere umano non è nel dominio di Dio, quindi il ruolo di Dio è confinato ai 'vuoti' lasciati dalle spiegazioni scientifiche della natura.

## Significato
Il termine "Dio dei vuoti" viene spesso usato per descrivere la percepita ritirata della religione di fronte alle sempre più esaurienti spiegazioni scientifiche dei fenomeni naturali. Un esempio di questa linea di ragionamento parte dalla posizione per cui le prime descrizioni religiose di oggetti ed eventi (come il Sole, la Luna e le stelle; tuoni e fulmini) li ponevano nel reame delle cose create o controllate da Dio o dalle divinità. Man mano che la scienza trovava spiegazioni alle osservazioni nei reami di astronomia, meteorologia, geologia, cosmologia e biologia, la necessità di un dio per spiegare i fenomeni venne progressivamente ridotta, andando a occupare 'vuoti' sempre più piccoli nella conoscenza. Questa linea di ragionamento sostiene comunemente che poiché il dominio dei fenomeni naturali in precedenza spiegati con Dio si sta restringendo, le spiegazioni teistiche o divine per qualsiasi fenomeno naturale diventano meno plausibili.
Le teorie sull'origine della vita e sul perché l'universo esiste, rimangono problemi notevoli per i quali non si è ancora formato un consenso scientifico. La posizione teisitica mantiene queste nel dominio di Dio.

## Origine del termine
Il termine si deve a Henry Drummond, uno studioso evangelico del XIX secolo, ed è tratto dalla sue Lezioni Lowell sull'Ascesa dell'Uomo. Egli castigava quei cristiani che indicavano le cose che la scienza non poteva ancora spiegare – "vuoti che essi riempiranno con Dio" – e li incitava ad abbracciare tutta la natura come appartenente a Dio, come il lavoro di "... un Dio immanente, che è il Dio dell'Evoluzione, che è infinitamente più grande dell'occasionale costruttore di meraviglie che è il Dio di una vecchia teologia."
Nel XX secolo il termine venne usato da Dietrich Bonhoeffer in lettere che scrisse mentre era rinchiuso in una prigione nazista durante la II guerra mondiale, e che vennero rese pubbliche solo anni dopo. Il termine ottenne attenzione nel 1955, quando venne usato nel libro Science and Christian Belief di Charles Alfred Coulson, nel quale Coulson affermava: "Non c'è un 'Dio dei vuoti' a occupare quei luoghi strategici in cui la scienza fallisce; e la ragione è che vuoti di questo tipo hanno l'imprevenibile abitudine di restringersi."
Dopo aver circolato nei circoli teologici e filosofici, il termine ottenne una maggiore attenzione grazie ad un libro del 1971 e ad un articolo del 1978, entrambi scritti da Richard Bube. Egli articolò il concetto in maggior dettaglio, soprattutto in Man Come Of Age: Bonhoeffer's Response To The God-Of-The-Gaps (1971). Bube attribuì in parte le crisi moderne della fede religiosa all'inesorabile restringersi del Dio dei vuoti, di pari passo con il progresso della scienza. Man mano che gli esseri umani aumentavano progressivamente la loro comprensione della natura, il precedente "reame" di Dio sembrava secondo molte persone e religioni diventare sempre più piccolo al confronto. Bube sosteneva che l'Origine delle specie di Charles Darwin fu il "rintocco funebre" del Dio dei vuoti. È importante notare che Bube sostenne inoltre che il Dio dei vuoti non era lo stesso Dio della Bibbia (ovvero, non stava argomentando contro Dio in quanto tale, ma piuttosto stava affermando che c'era un problema fondamentale con la percezione di Dio come riempitore dei vuoti della conoscenza).
Fin dagli anni 1970, il termine è stato sempre più usato da filosofi e teologi con riferimento al problema di fare l'assunto che ciò che attualmente è sconosciuto è necessariamente dove Dio "risiede".

## Uso moderno della "argomentazione del Dio dei vuoti"
Il termine argomentazione del Dio dei vuoti si riferisce solitamente a un'argomentazione che assume un atto di Dio come spiegazione per un fenomeno sconosciuto, ed è una variante dell'appello all'ignoranza. Comunemente una tale argomentazione può essere ridotta nella seguente forma:
- Esiste un vuoto nel sapere scientifico.
- Il vuoto viene riempito con atti di Dio (e quindi dimostra anche, o aiuta a dimostrare, l'esistenza di Dio). Un esempio di tale argomentazione potrebbe essere il seguente: "Siccome la scienza non riesce a spiegare esattamente come cambiano le specie, deve essere Dio che causa questo mutamento", fatto proprio dal movimento del disegno intelligente.